# Kotivara
Kotivara Oy är en finsk livsmedelsproducent som tillverkar en mängd olika sorters salami och andra korvar.
Företaget grundades i Uleåborg i april 1943. Under de första åren producerade företaget mat i stor utsträckning och fungerade som ett bageri.  Företaget började senare fokusera på korvproduktion. Företagets fabrik ligger i Limingantull- distriktet, dit den flyttade till från Raksila på våren 1972.
Omsättningen av tillgångar 2014 var cirka 18,5 miljoner euro. (ungefär 196 miljoner svenska kronor)

## Kärkkäri grillkorv
En av Kotivararas mest kända produkter är Kärkkäri-grillkorven , som har tillverkats sedan 1956. Under de första dagarna såldes Kärkkäri endast på grillkiosker i Uleåborg på natten och fick då smeknamnet Aamiaismakkara ( svenska: Frukostkorv?) .  
Kärkkärikorven kom från att grillkioskägare i Uleåborg ville ha en korv som lämpade sig väl för stekning. 
Korven görs genom att fylla fläsk- eller fårfjälster med en korvsmet bestående av korngryn, nötkött och kryddor. Korvarna kokas sedan och röks. Slutligen kyls de, skärs isär och förpackas i vakuumförpackningar. 
Det traditionella tillagningssättet är att steka korven med rikligt med matolja i en stekpanna.  Traditionellt äts Kärkkärikorv med senap och hackad lök. 
När butikernas sortiment ökade över tid började Kärkkärikorvens popularitet minska. Under 1990-talet ansågs den ha nått slutet på sin livscykel. 
Under första hälften av 2000-talet tillkännagav Kotivara att det skulle minska sitt sortiment av grillkorvar, som också skulle inkludera Kärkkäri, på grund av en intensifierad konkurrens inom köttindustrin. 
beskedet att Kotivara skulle upphöra med produktionen av Kärkkäri-korv orsakade en hel del debatt.  En kampanj inleddes i Uleåborg 2003 för att bevara tillverkningen av Kärkkärikorven och lyckades samla en lista på nästan 3 000 namn vilket överlämnades till Kotivaras ledningsgrupp vilka då bestämde att produktionen skulle fortsätta.